# Eric Powell (roteirista)
Eric Powell (Lebanon, 8 de março de 1975) é um escritor e desenhista autodidata de histórias em quadrinhos, nascido em Lebanon, Tennessee. Powell é casado, e tem dois filhos.
Powell já escreveu e desenhou para história de editoras famosas dos Estados Unidos, como a Dark Horse, a DC Comics e para a Marvel Comics, mas tornou-se reconhecido por um trabalho autoral, a série The Goon, que começou a ser publicada numa editora pequena, a Avatar Press até que Powell começou a publicar de forma totalmente independente através do nome Albatross Exploding Funny Books. Após um punhado de edições, a Dark Horse ofereceu um contrato à Powell, que ele logo assinou.
The Goon tornou-se um trabalho aclamado pela crítica e pelo público, rendendo à Powell um Prêmio Eisner na categoria "Melhor Edição" (por The Goon #1, Dark Horse) em 2004 e, no ano seguinte, ele foi vencedor das categorias "Melhor Publicação de Humor" e "Melhor Título Mensal". Mais recente, Powell desenhou Fuga do Mundo Bizarro, um arco de história publicado na revista Action Comics. A história, escrita por Geoff Johns e Richard Donner, era centrada no personagem Bizarro.

## Carreira
- The Goon (Dark Horse Comics)
  - Satans Sodomy Baby (Dark Horse Comics)
- Billy the Kid's Old Timey Oddities (with Kyle Hotz, Dark Horse Comics, 2006, ISBN 1-59307-448-4)[3]